# Mary Star of the Sea
Mary Star of the Sea – Pierwszy i ostatni album amerykańskiej grupy Zwan został wydany 2003 roku po wydaniu album zespół przestał istnieć.

## Lista utworów
1. "Lyric" – 3:17
2. "Settle Down" – 5:26
3. "Declarations of Faith" – 4:18
4. "Honestly" – 3:45
5. "El Sol" – 3:38
6. "Of a Broken Heart" – 3:55
7. "Ride a Black Swan" – 4:54
8. "Heartsong" – 3:08
9. "Endless Summer" – 4:22
10. "Baby Let's Rock!" – 3:41
11. "Yeah!" – 3:06
12. "Desire" – 4:15
13. "Jesus, I/Mary Star of the Sea" – 14:04
14. "Come with Me" – 4:01

## Twórcy
- Billy Corgan – gitara, wokal, producent
- Jimmy Chamberlin – perkusja
- Matt Sweeney – gitara, wokal
- Paz Lenchantin – bas, wokal
- David Pajo – gitara
- Ana Lenchantin – Wiolonczela on "Of a Broken Heart"
- Bjorn Thorsrud – producent,
- Alan Moulder – mixer
- Ron Lowe – Inżynier
- Manny A. Sanchez – Inżynier
- Mathieu LeJeune – Inżynier
- Greg Norman – Inżynier
- Rob Bochnik – Inżynier
- Azuolas Sinkevicius – asystent Inżynier
- Lionel Darenne – asystent Inżynier
- Mark Twitchell – asystent Inżynier
- Jarod Kluemper – asystent Inżynier
- Russ Arbuthnot – asystent Inżynier
- Tim Harrington – gitara
- Howie Weinberg – mastering

## Chart pozycja

### Album
| Rok  | Chart                   | Pozycja |
| ---- | ----------------------- | ------- |
| 2003 | The Billboard 200       | 3       |
| 2003 | Top Internet Albums     | 3       |
| 2003 | Top Canadian Albums     | 4       |
| 2003 | New Zealand Album Chart | 10      |

### Single
| Rok  | Single     | Chart                                 | Pozycja |
| ---- | ---------- | ------------------------------------- | ------- |
| 2002 | "Honestly" | Billboard Modern Rock Track Chart     | 7       |
| 2002 | "Honestly" | Billboard Mainstream Rock Track Chart | 21      |